# ترادی‌پیتانت
ترادی‌پیتانت (انگلیسی: Tradipitant) یک داروی آزمایشی است که آنتاگونیست نوروکینین ۱ است.